# Andreas Lindner
Andreas Lindner (* 15. Juli 1962 in Brandenburg (Havel)) ist ein ehemaliger deutscher Fußballspieler.

## Karriere
Lindner begann seine Karriere mit 7 Jahren als Fußballer beim Verein BSG Motor Süd Brandenburg. 1975 wurde er an die Kinder- und Jugendsportschule Frankfurt (Oder) delegiert und spielte dort für den FC Vorwärts Frankfurt (Oder). Nach seinem Wehrdienst Anfang der 1980er Jahre kehrte er in seine Heimat nach Brandenburg an der Havel zurück. Er spielte im Verein BSG Stahl Brandenburg und seinen Nachfolgern bis zum FC Stahl Brandenburg durchgängig bis zum Jahr 2001 und bestritt dabei insgesamt 396 Pflichtspiele, in denen er 29 Tore erzielte.
Im Jahr 2001 wechselte Andreas Lindner als Spieler zum Verein SV Kloster Lehnin und führte diesen als erfahrener Routinier von der Landesliga in die Verbandsliga.
Andreas Lindner wurde in den 1980er Jahren in die Fußballolympiaauswahl der DDR berufen, kam aber nicht zum Einsatz. Er ist zudem fester Bestandteil der Traditionself des Vereins BSG Stahl Brandenburg.
Neben seiner aktiven Zeit absolvierte er von 1994 bis 1996 eine Ausbildung zum Bankkaufmann und arbeitet seit 2014 bei der Postbank.